# История Палау
История Палау начинается в 3—2-м тысячелетиях до н. э., когда острова архипелага были впервые заселены людьми. Они пришли на Палау с территории современных Филиппин и Индонезии. Коренное население Палау — микронезийцы в расовом отношении образуют особую, близкую к полинезийцам группу, которая сформировалась в результате смешения австралоидных и монголоидных элементов. Среди микронезийцев при этом австралоидные черты в целом выражены сильнее, чем среди полинезийцев. У них, в частности, более тёмная кожа. Некоторые учёные отмечают поразительную схожесть микронезийцев с веддами, жившими в Индии.

## Эпоха географических открытий
Из европейцев на островах Палау первым побывал испанец Руи Лопес де Вильялобос в 1543 году. Однако его открытие островов было забыто, и их повторно открыл испанец де Падилья в 1710 году. В 1783 году после гибели британского корабля «Антилопа» под командованием капитана Вильсона на острова вместе с моряками были занесены болезни. Из-за разразившейся эпидемии в течение короткого времени численность местного населения сократилась в 10 раз: с 50 тысяч до 5 тысяч человек. В 1876 и 1883 годах на Палау побывал русский исследователь Миклухо-Маклай, оставив о пребывании на этом архипелаге интересные описания.

## Колониальный период
С 1886 года островами владела Испания. В 1899 году их выкупила Германия, а в октябре 1914 года, в ходе Первой мировой войны, острова захватила Япония. 17 декабря 1920 года она получила мандат Лиги Наций на эту территорию.
Осенью 1944 года в ходе Второй мировой войны войска США завоевали острова Палау. 18 июля 1947 года над островами была установлена опека ООН, которую осуществляли США. 1 января 1981 года Палау стали автономной республикой в ассоциации с США.

## После обретения независимости
1 октября 1994 года была провозглашена независимость Республики Палау. Президентом стал Кунио Накамура. 15 декабря 1994 года Палау стала членом ООН. Законодательство, которое было принято Сенатом республики в 1998 году сделало Палау оффшорным финансовым центром. В 2001 году сенат принял первые законы, регулирующие банковское операции, что было необходимо для борьбы с отмыванием денег. В 2005 году Палау совместно с Микронезией разработало программу, реализация которой предполагала сохранение к 2020 году 30 % прибрежных вод и 20 % лесных земель от уничтожения. В 2012 году Скалистые острова (Челбанеб) Палау были объявлены объектом всемирного наследия ЮНЕСКО. В 2001—2009 годах и с 2013 года президентом страны был избран Томас Ременгесау, в период 2009—2013 годов — Джонсон Торибионг.
В 2015 году Палау стал членом климатического форума под председательством Филиппин. В эти годы страна официально защитила 80 % своих водных ресурсов, став первой страной, которая сделала эти шаги. Защита её водных ресурсов привела к значительному росту экономики страны менее чем за два года. В 2018 году Палау и Филиппины начали восстанавливать свои экономические и дипломатические отношения. Филиппины поддержали Палау в решении быть государством-наблюдателем в АСЕАН, поскольку жители Палау также имеют этническое происхождение из Юго-Восточной Азии.